# Грумант (посёлок)
Гру́мант (норв. Grumantbyen) — покинутый советский, российский шахтёрский посёлок на архипелаге Шпицберген. Название посёлка происходит от старого поморского названия Шпицбергена — Грумант. В посёлке производилась добыча угля, но из-за отсутствия глубоководного порта его погрузка на суда происходила в порту Колсбей, куда вела железная дорога.

## История
Поселение Грумант было куплено компанией СоюзЛесПром (предшественник Арктикугля) в 1931 году у компании Англо-Русский Грумант (по другим источникам — Russkiy Grumant). Государственный трест Арктикуголь за время своего существования добыл на руднике Грумант 2 млн тонн угля. В 1961 году было принято решение о консервации, последние тонны грумантского угля были выданы 15 июля. Географическое положение поселения, зажатого между фьордом и горой, не позволяло строительства жилья, поэтому большинство шахтёров проживало в посёлке Колсбей.
В настоящее время железная дорога в сторону пос. Колсбей находится в полной негодности, туннель в сторону Груманта засыпан.
В самом посёлке Грумант находятся несколько аварийных зданий советского времени, непригодных для эксплуатации.
Сохранность зданий в посёлке Колсбей намного лучше — двухэтажные здания казарменного типа вполне пригодны для временного проживания.
Кроме того, в посёлке находится дом-мемориал экспедиции Русанова в отличном состоянии и полностью пригодный для проживания в зимнее время.
В 1981 году было принято решение о доразведке Грумантского месторождения. Разведанные запасы угля сейчас оцениваются более чем в 100 млн тонн.
Этот факт неоднократно использовался руководством концерна Арктикуголь для объявления о проектах возобновления добычи угля на разрезе. Учитывая, что кроме строительства шахты для этого потребуется восстановление туннеля, железной дороги и порта Колсбей, экономическая целесообразность проекта остаётся под вопросом.

## Галерея
- Два оставшихся здания в Груманте
- Вид с моря
- Железная дорога Грумант-Колсбей
- Вид из посёлка Грумант в сторону Исфьорда